# ミロスラヴァ・ヴァヴリネック
ミロスラヴァ・"ミルカ"・ヴァヴリネック（Miroslava "Mirka" Vavrinec 現姓:フェデラー（Federer）, 1978年4月1日 - ）は、チェコスロバキア・ボイニツェ(現スロバキア領)出身のスイスの元女子プロテニス選手。WTAランキング自己最高位はシングルス76位、ダブルス214位。身長174cm、体重59kg。右利き、バックハンド・ストロークは両手打ち。同じスイスのテニス選手であるロジャー・フェデラーの妻兼マネージャーとして知られる人物である。メディアでは彼女の愛称であるミルカ（Mirka）の名で言及されることも多い。

## 来歴～ジュニア時代
元やり投選手であった父ミロスラフと母ドラホミラの間に一人娘として生まれる。ミロスラヴァが2歳の頃に一家はスイスに亡命。後に同国に帰化し、両親はトゥールガウ州のクロイツリンゲンで宝石店を営みながらミロスラヴァを育てた。9歳の時に父に連れられて行ったドイツのテニス大会でマルチナ・ナブラチロワに会い、父がナブラチロワに懇願した結果ドイツでのテニスレッスンを手配してもらったのが彼女のテニスキャリアの始まりである。ナブラチロワのレッスンを受けるためミロスラヴァはフィルダーシュタットに向かい、そこで数日のレッスンを行った。当時バレリーナになる事を夢見ていたミロスラヴァにとって、これが初めてのテニス体験であり最初はあまり乗り気ではなかったが、ナブラチロワはレッスンを行う内にミロスラヴァのアスリートとしての恵まれた体格や運動神経を見抜いた上でテニス選手になることを強く勧め、チェコスロバキアの元トップ選手であり、当時ヴァヴリネック一家と同じくスイスに亡命していたイリ・グラナトの下で更なるレッスンが受けられるよう手配した。ナブラチロワの読みは正しく、ミロスラヴァのテニス技能はすぐに上達し、15歳でスイスの18歳以下ジュニアで優勝。この優勝が契機となりプロ選手になることを決意する。ミロスラヴァはジュニア大会には殆ど出場せず、14歳からシニアのITFサーキット大会転戦を開始。1994年7月に16歳でフェドカップスイス代表に初選出され、ワールドグループ1回戦、対カナダ戦でダブルスに起用されると、1995年シーズンはシングルスランクを337位で終了し、この時点で国内4番手の選手となった。しかし翌1996年にミロスラヴァがテニスキャリアで終生悩まされることになる踵の怪我を負い、これによりプロ転向が若干遅れたが、1998年1月に19歳でプロに転向する。

## プロ転向後

### 1999年
プロ転向2年目の1999年に全仏オープンシングルス予選を勝ち上がり、グランドスラム本戦初出場。1回戦でマリアン・デスワードと対戦したが、0-6,4-6のストレートで敗れている。この年は7月のパレルモ国際、9月のトヨタ・プリンセス・カップでもそれぞれシングルス予選を勝ち上がり本戦2回戦まで進出。ツアー下部のITFサーキットでもシングルスで5度準優勝する好成績を収め、年間ランキングを前年の270位から104位まで上昇させた。

### 2000年
2000年はヴァヴリネックにとってキャリア最高のシーズンとなり、年初のASBクラシックシングルス1回戦で第3シードのマリア・サンチェス・ロレンツォを7-6(5),6-4のストレートで破ると、アマンダ・ホップマンスとの準々決勝まで進出。ここではホップマンスに6-7(6),2-6のストレートで敗れたが、初のツアーベスト8進出を果たす。全豪オープンシングルスでは、1回戦で主催者推薦のリサ・マクシアを6-1,6-4のストレートで下しグランドスラム本戦初勝利を挙げる。2回戦では当時世界ランク9位の第9シードバルバラ・シェットに挑戦したが、4-6,4-6のストレートで敗れた。更に4月のエストリル・オープンとGDFスエズ・グランプリでは2週連続でシングルスベスト8に進出。予選から出場した9月のトヨタ・プリンセス・カップシングルスでは本戦に勝ち上がると、1回戦でリタ・クチキスを6-4,6-2のストレートで破り2回戦に進出。2回戦では当時世界ランク5位の第1シードモニカ・セレシュに挑戦したが4-6,4-6のストレートで敗退する。続いて予選から出場したジャパン・オープン・テニス選手権でも本戦に勝ち上がると、1回戦でアンナ・スマシュノワを6-1,7-6(4)のストレートで破り、ジュリー・アラール＝デキュジスとの準々決勝まで進出した。これらの活躍により年間ランクもマルチナ・ヒンギス、パティ・シュナイダーに次ぐ国内3番手となる88位で終了し、自身初のトップ100フィニッシュを果たした。この年は8月のシドニーオリンピックにもスイス代表として単複両部門に出場したが、シングルスでは1回戦でロシア代表のエレーナ・デメンチェワに1-6,1-6のストレートで、エマニュエレ・ガグリアルディと組んだダブルスでも、1回戦でベネズエラ代表のミラグロス・セケラ&マリア・ベント＝カブチ組に2-6,5-7のストレートでそれぞれ敗れている。

### 2001年～引退
2001年はツアーでは前年ほどの成績は残せなかったが、9月の全米オープンシングルスでは、1回戦で第31シードのクリスティナ・トレンス・バレロを2-6,6-1,6-1のフルセットで破ると、2回戦ではタチアナ・ポウチェクを7-5,4-6,6-2のフルセットで下し、自身初のグランドスラム3回戦に進出。3回戦では当時世界ランク6位の第6シードジュスティーヌ・エナンと対戦したが、エナンに3-6,2-6のストレートで敗退した。しかし2002年シーズンにはに入ると古傷の踵の怪我が悪化、全豪オープンシングル予選から開幕5連敗を喫する不振に陥るようになり、ランキングも急降下する。4月のGDFスエズ・グランプリシングル予選1回戦でチェコ人選手に敗退したのを最後にツアーを離脱し、リハビリを行いながら抜本的な手術を行うか悩んでいたが、当時恋人であったロジャー・フェデラーから自身専属のツアー帯同広報/マネージャーとしての話を持ちかけられ、結局これを引き受ける形で復帰を諦め引退した。

## フェデラーとの出会い～結婚
ロジャー・フェデラーとの最初の出会いは、両者がスイス代表として出場した2000年のシドニーオリンピックであった。この大会のスイス代表選手村でヴァヴリネックに出会ったフェデラーが「彼女を取るかテニスを取るか選べと言われたら、僕はシドニーを去る事を選ぶね」という程の熱の入れ様で彼女に一目惚れし、同大会直後から交際を始めるようになる。2001年にはホップマンカップにスイス代表として2人で出場するなど良好な関係が続いていたが、2002年にヴァヴリネックが踵の怪我の再発によりツアー離脱を余儀なくされる。最後の出場となったGDFスエズ・グランプリでは、敗戦後松葉杖をついて退場する程の深刻な物で、自身のプロキャリアが閉ざされたと感じたヴァヴリネックは失意の中鬱病を発症、8ヶ月に渡って無気力な状態で家に閉じこもる日々が続いた。これを案じたフェデラーが自身専属のツアー帯同広報/マネージャーとしての話を持ちかけ、ヴァヴリネックはこれを受諾。ヴァヴリネックはこの当時を振り返り「このオファーはロジャーが私に与えてくれた最大限のサポートだった。彼は私に再びテニスに関わる人生を与えてくれた。彼の勝利は私達の勝利になった」とロジャーへの感謝を語っている。
これ以降公私両面でフェデラーを支えるようになったヴァヴリネックは、フェデラーの試合に応援として頻繁に顔を出したり、試合前のアップを担当する練習相手になったり、時にはカウンセラーとしても相談を受けるなど、マネージャーの他にもフェデラーに関する様々な業務をこなした。その後も恋人兼マネージャーとして長く交際していたが、2009年3月にヴァヴリネックの妊娠を発表すると、翌4月にバーゼルで身近な友人と近親者のみを招待した結婚式を行い、交際9年目にして結婚。7月23日に双子の女児を無事出産し、それぞれミラ・ローズ(Myla Rose)、シャーリーン・リヴァ(Charlene Riva)と名付け、翌8月にフェデラーの公式フェイスブックで夫婦と共に写る双子の写真を公開した。

## キャリア決勝進出結果

### ITFタイトル (4)

#### シングルス (3)
| No. | 決勝日        | 大会             | サーフェス | 対戦相手           | 試合結果    |
| --- | ------------- | ---------------- | ---------- | ------------------ | ----------- |
| 1.  | 1997年3月9日  | テルアビブ       | ハード     | ナタリー・カハナ   | 6-3 7-6(4)  |
| 2.  | 1997年6月22日 | クロスタース     | クレー     | イブリン・ファウト | 4-6 7-5 6-2 |
| 3.  | 1999年1月24日 | クリアウォーター | ハード     | アリーナ・ジドコワ | 6-0 7-6(5)  |

#### ダブルス (1)
| No. | 決勝日         | 大会           | サーフェス | パートナー      | 対戦相手                           | 試合結果    |
| --- | -------------- | -------------- | ---------- | --------------- | ---------------------------------- | ----------- |
| 1.  | 1993年10月24日 | ランゲンタール | カーペット | Nathalie Tschan | Anne De Gioanni ハイジ・スプラング | 6-4 4-6 6-1 |

## 4大大会シングルス成績
略語の説明
| W | F | SF | QF | #R | RR | Q# | LQ | A | Z# | PO | G | S | B | NMS | P | NH |

W=優勝, F=準優勝, SF=ベスト4, QF=ベスト8, #R=#回戦敗退, RR=ラウンドロビン敗退, Q#=予選#回戦敗退, LQ=予選敗退, A=大会不参加, Z#=デビスカップ/BJKカップ地域ゾーン, PO=デビスカップ/BJKカッププレーオフ, G=オリンピック金メダル, S=オリンピック銀メダル, B=オリンピック銅メダル, NMS=マスターズシリーズから降格, P=開催延期, NH=開催なし.
| 大会           | 1999 | 2000 | 2001 | 2002 | 通算成績 |
| -------------- | ---- | ---- | ---- | ---- | -------- |
| 全豪オープン   | A    | 2R   | 2R   | LQ   | 2-2      |
| 全仏オープン   | 1R   | 1R   | 1R   | A    | 0-3      |
| ウィンブルドン | LQ   | 1R   | 1R   | A    | 0-2      |
| 全米オープン   | LQ   | 1R   | 3R   | A    | 2-2      |